# These Words (Natasha Bedingfield)
These Words è una canzone della cantante inglese Natasha Bedingfield. Pubblicato ad agosto 2004, è il secondo singolo estratto dal suo album d'esordio Unwritten sul mercato internazionale. È invece stato il primo singolo della cantante ad essere commercializzato negli Stati Uniti d'America, nel maggio 2005.

## Video musicale
Il video si divide in 3 parti: nella prima una Natasha colorata e aggressiva si ritrova a seguire la musica con oggetti di vita quotidiana. Nella seconda inizia a camminare ovunque, a sdoppiarsi e a leggere il suo diario segreto. Nell'ultima infine si vendica su un ragazzo controllandolo con un pennarello e colpendolo con palline di carta e un bicchiere d'acqua.

## Classifiche

### Classifiche settimanali
| Classifica (2004-05) | Posizione massima |
| -------------------- | ----------------- |
| Australia            | 5                 |
| Austria              | 4                 |
| Belgio (Fiandre)     | 15                |
| Belgio (Vallonia)    | 57                |
| Croazia              | 3                 |
| Finlandia            | 18                |
| Francia              | 19                |
| Germania             | 2                 |
| Irlanda              | 1                 |
| Italia               | 30                |
| Lettonia             | 13                |
| Norvegia             | 2                 |
| Nuova Zelanda        | 15                |
| Paesi Bassi          | 6                 |
| Polonia              | 1                 |
| Regno Unito          | 17                |
| Romania              | 12                |
| Russia               | 7                 |
| Spagna               | 18                |
| Stati Uniti          | 17                |
| Svezia               | 5                 |
| Svizzera             | 8                 |